# Centre historique de Pontevedra
Le centre historique de Pontevedra (Espagne) est le plus vieux quartier de la ville. C'est la deuxième vieille ville la plus importante de Galice après celle de Saint-Jacques-de-Compostelle, et a été déclarée ensemble historico-artistique le 23 février 1951.
Le centre historique possède une grande richesse architecturale et conserve de nombreux vestiges de l'époque médiévale, moderne et contemporaine.

## Géographie
Le centre historique de Pontevedra est délimité principalement par les rues qui coïncident avec le tracé de l'ancienne muraille, sa partie nord étant située sur la rive gauche du fleuve Lérez qui traverse la ville. La vieille ville est délimitée par la rue Sierra au nord, la rue Arzobispo Malvar à l'est, la rue Michelena au sud et les rues Cobián Roffignac et Padre Amoedo à l'est. L'Alameda et la Gran Vía de Montero Ríos avec les ruines du couvent Saint-Dominique et les bâtiments institutionnels officiels de la fin du XIXe siècle peuvent être considérés comme une extension du centre historique à l'ouest.

## Histoire
C'est probablement au  IXe siècle que la population de Pontevedra a commencé à se regrouper autour des anciens pont et enclave romains. En 1169, le roi Ferdinand II de León lui accorde le statut de ville. La construction du nouveau pont médiéval (aujourd'hui le pont du Bourg) commença et la population s'installa progressivement dans ce qui est aujourd'hui le centre historique.
Pontevedra fut dotée d'une enceinte fortifiée qui se développa en trois étapes successives à partir du noyau originel situé dans les environs de la basilique Sainte-Marie-Majeure, le secteur le plus élevé et le plus facile à défendre. Le plan de la première muraille est celui d'une bastide pré-planifiée, organisée en trois rues parallèles (Platería Vella, Amargura-San Martiño et rues Alta-Sor Lucía) et une transversale centrale correspondant à la partie supérieure de la rue Isabel II.
Au XIIIe siècle, l'enceinte fortifiée est agrandie en raison de l'essor économique et démographique progressif généré par les privilèges royaux accordés à la ville (en 1229, Alphonse IX lui accorde un privilège exclusif pour le traitement et la distribution du poisson dans tout le royaume, et en 1238, Ferdinand III lui accorde la fabrication de la graisse de sardine). Dans les dernières années du XIIIe siècle arrivèrent les ordres mendiants des Dominicains, des Clarisses et des Franciscains, ces derniers construisant leur couvent sur l'autre point haut de la vieille ville, à l'est.
Au XIVe siècle, une deuxième phase d'expansion de la muraille a eu lieu, longeant la rue Pasantería et la place de la Herrería jusqu'à sa confluence avec la rue Michelena. Au XVe siècle, l'essor de la ville rend nécessaire une dernière extension de la muraille. En 1452, Jean II de Castille a accordé à Pontevedra le titre de port de chargement et de déchargement de la Galice et, en 1467, Henri IV l'a récompensée en lui donnant l'autorisation d'établir une foire franche annuelle de 30 jours. Il était nécessaire de disposer d'un espace suffisamment large et contrôlé pour organiser la foire (correspondant à l'actuelle Place de la Herrería). Le nouveau mur d'enceinte a été achevé en 1480.

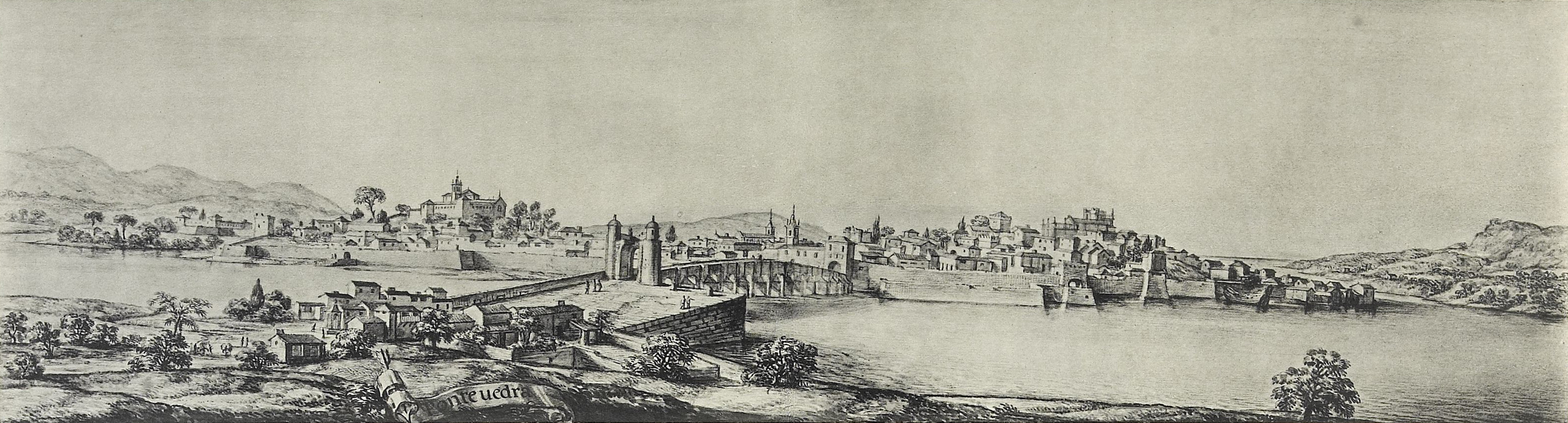
Centre historique de Pontevedra en 1669

Au XVIe siècle, le pouvoir économique de la Guilde des marins a conduit à la construction de la basilique Sainte-Marie-Majeure. Tout au long du XVIe siècle, le réseau de rues, de places et de bâtiments a recouvert une partie des espaces vides de l'intérieur des remparts de Pontevedra. En 1719, l'invasion anglaise a causé de gros dégâts à la ville. Au cours de ce siècle, des rénovations urbaines ont été réalisées avec de nouvelles places et rues et de nouveaux édifices religieux ont été construits, comme l'église Saint-Barthélemy et le collège de la Compagnie de Jésus, ainsi que de nouveaux palais urbains comme celui de Mugartegui et le remaniement de celui des comtes de Maceda. À proximité de l'enceinte fortifiée, l'église de la Vierge Pèlerine a été construite en 1792.

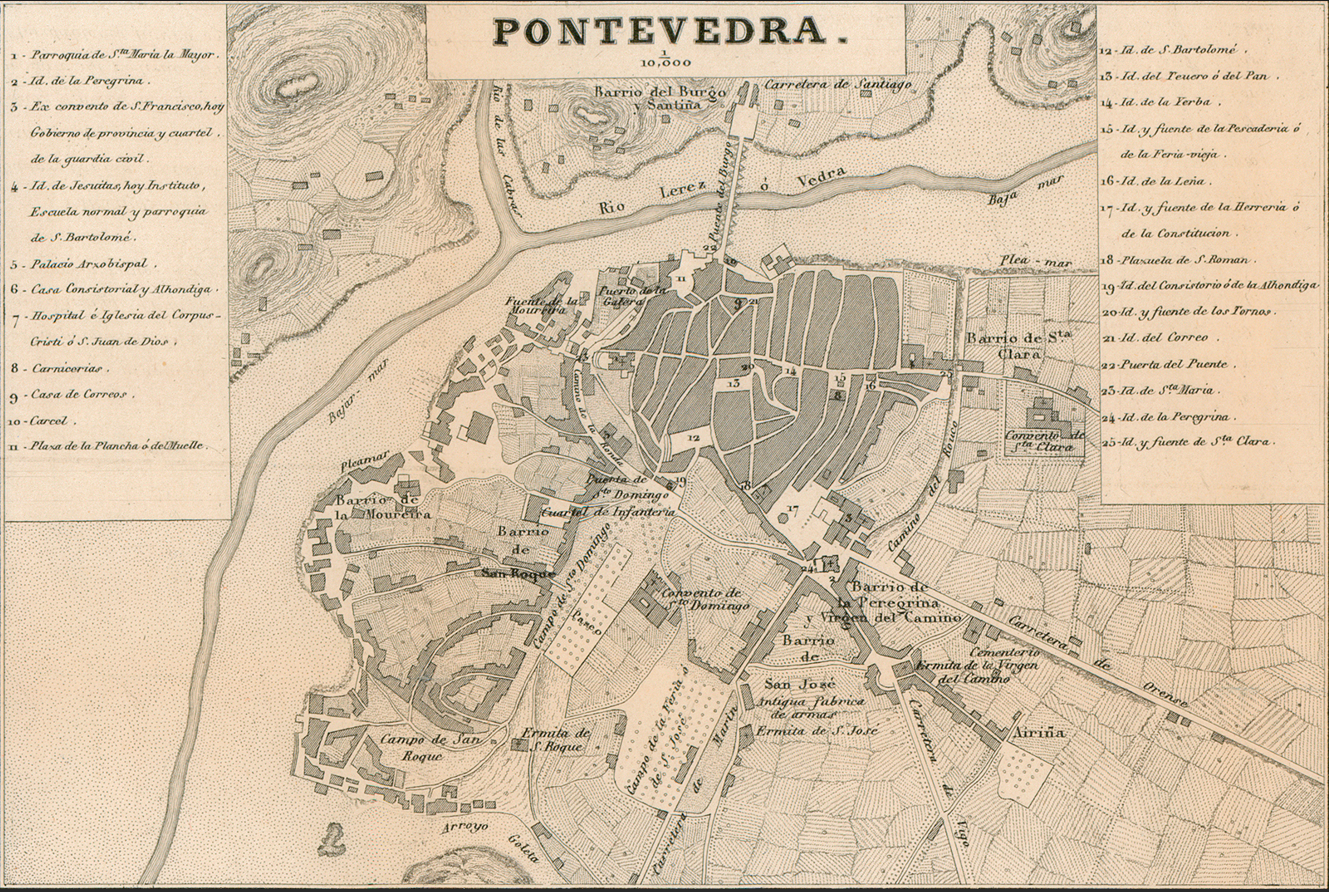
Plan de Pontevedra et son centre historique en 1856

Au  XIXe siècle, la muraille médiévale a été démolie, en commençant en 1852 par la porte Trabancas et en terminant par le tronçon de la rue Rouco et de la rue Cobián Roffignac en 1875. Les  tours archiépiscopales et la forteresse des Churruchaos ont également été démolies et l'hôtel particulier Mendoza a été construit.
Le nouvel hôtel de ville a été construit en 1880, la Place d'Espagne a été aménagée et l'Alameda  (l'ancien verger dominicain) a été agrandie, devant laquelle ont été construits les bâtiments administratifs, siège des institutions de la capitale provinciale, octroyée en 1833. En 1951, le centre historique de Pontevedra a été déclaré ensemble historico-artistique. En 1999, le centre historique devient piétonnier et une profonde rénovation urbaine est menée,.

## Urbanisme
La Basilique Sainte-Marie-Majeure et le couvent Saint-François marquent les points stratégiques d'ouest en est de la vieille ville sur deux collines. Entre eux, la ville médiévale et son labyrinthe de rues (ruas) et de places médiévales furent façonnées. Les rues ont été structurées autour d'un axe principal qui correspond aux actuelles rues Sarmiento et Isabelle II, et de là, le reste des rues a été divisé, formant un exemple classique de ville médiévale avec un plan en arêtes de poisson, où les rues sont structurées à partir d'un axe central unique sur lequel viennent se greffer les rues secondaires. La Rue Real (rue Royale) traverse une partie de la vieille ville du nord au sud. Entre les rues, le centre historique est parsemé de places aux proportions régulières, carrées ou rectangulaires, avec de nombreuses maisons nobles aux armoiries en pierre, qui aèrent le tissu urbain et lui confèrent de l'élégance.
Le principal espace vert de la vieille ville est celui des jardins Casto Sampedro, annexés à l'église et à l'ancien couvent Saint-François, au centre desquels se trouve la fontaine Renaissance de la Herrería. À l'ouest se trouve le Campillo de Santa María avec les vestiges de l'ancienne muraille et, au sud-ouest de la vieille ville, se trouve l'Alameda de Pontevedra, l'ancien verger des Dominicains.

## Lieux et monuments

### Places d'origine médiévale
Le centre historique s'organise autour de plusieurs places. Ces places médiévales de la vieille ville de Pontevedra se distinguent comme de petites salles aux proportions régulières et géométriques. Beaucoup d'entre elles évoquent avec leurs noms commerciaux les activités qui y avaient lieu il y a des siècles: place du bois de chauffage, des légumes, de la carrière à pierre, de la forge…  
Les places les plus importantes sont : la place de la Verdura, la place de la Herrería, la place de la Leña, la place de Teucros, la place de la Pedreira et la place Méndez Núñez. D'autres places importantes de la vieille ville sont : Cinco Calles, Muelle, Curros Enríquez ou Alonso de Fonseca et en bordure du centre historique: la place de la Peregrina et la place d'Espagne.

### Édifices religieux
Les édifices religieux les plus représentatifs de la vieille ville ont été construits par des ordres mendiants (dominicains, franciscains), par la puissante guilde des marins, par les Jésuites et par la confrérie Notre Dame du Refuge et Mère Divine des Pèlerins. Ces edifices sont : les ruines du couvent gothique Saint-Dominique, l'église gothique Saint-François, la basilique gothico-renaissance Sainte-Marie Majeure, l'église baroque Saint-Barthélemy, le collège de la Compagnie de Jésus et l'église baroque de la Vierge Pèlerine. Dans la vieille ville, on trouve également plusieurs chapelles, comme la chapelle du Nazaréen et la chapelle des âmes du purgatoire et le sanctuaire des Apparitions, et à l'extérieur, à quelques mètres à l'est des anciens remparts, se trouve le couvent gothique Sainte-Claire.

### Édifices civils
Pontevedra fut un lieu de résidence privilégié de la noblesse et des puissantes familles galiciennes. Aucune ville galicienne n’a une telle richesse en armoiries sur les façades de nombreuses maisons nobles et pazos. Le centre historique compte plus de 200 armoiries sculptées en pierre.
Des édifices civils importants sont: la Maison des Cloches, la maison Vaamonde, la maison du Vieux Courrier, le Palais des Comtes de Maceda, le Pazo des Gago et Monténégro, le Palais de Mugartegui, le Pazo García Flórez, le Pazo Castro Monteagudo, la Maison des Têtes, le Théâtre Principal de Pontevedra et le Liceo Casino, le Pazo du Marquis d’Aranda, l'Hôtel de ville de Pontevedra, l'Hôtel Mendoza, le Palais de la Députation de Pontevedra, le Lycée Valle-Inclán, le Bâtiment de l'association officielle des métreurs et des architectes techniques de Pontevedra, le Marché central de Pontevedra et le Bâtiment Castelao.

### Statues
Les statues du centre historique rendent hommage à des personnages importants de l'histoire de la ville: El Fiel contraste, le Monument aux héros de Puente Sampayo ou la statue de Valle-Inclán, ainsi qu'à des personnages populaires comme le Perroquet Ravachol ou les femmes galiciennes (Femme avec des poules).

### Ponts
Le pont du Bourg est le pont-voûte qui permet d'accéder au centre historique par le nord et qui a donné son nom à la ville (Pontis Veteris).

### Musées
Les musées suivants sont situés dans le centre historique de la ville :
- Musée de Pontevedra : il a été inauguré en 1929 et compte 6 bâtiments. Il est classé parmi les trois meilleurs musées provinciaux d'Espagne[25].
- Centre d'interprétation des tours archiépiscopales (CITA) : il a été inauguré en 2010 et montre ce qui fut l'une des plus importantes structures défensives de la ville[26].

## Événements culturels et festivités
Le centre historique de la ville est le lieu où se déroulent la Feira Franca de Pontevedra, l'enterrement du perroquet Ravachol, Os Maios et diverses manifestations de la fête patronale de la Vierge Pèlerine.

## Galerie d'images

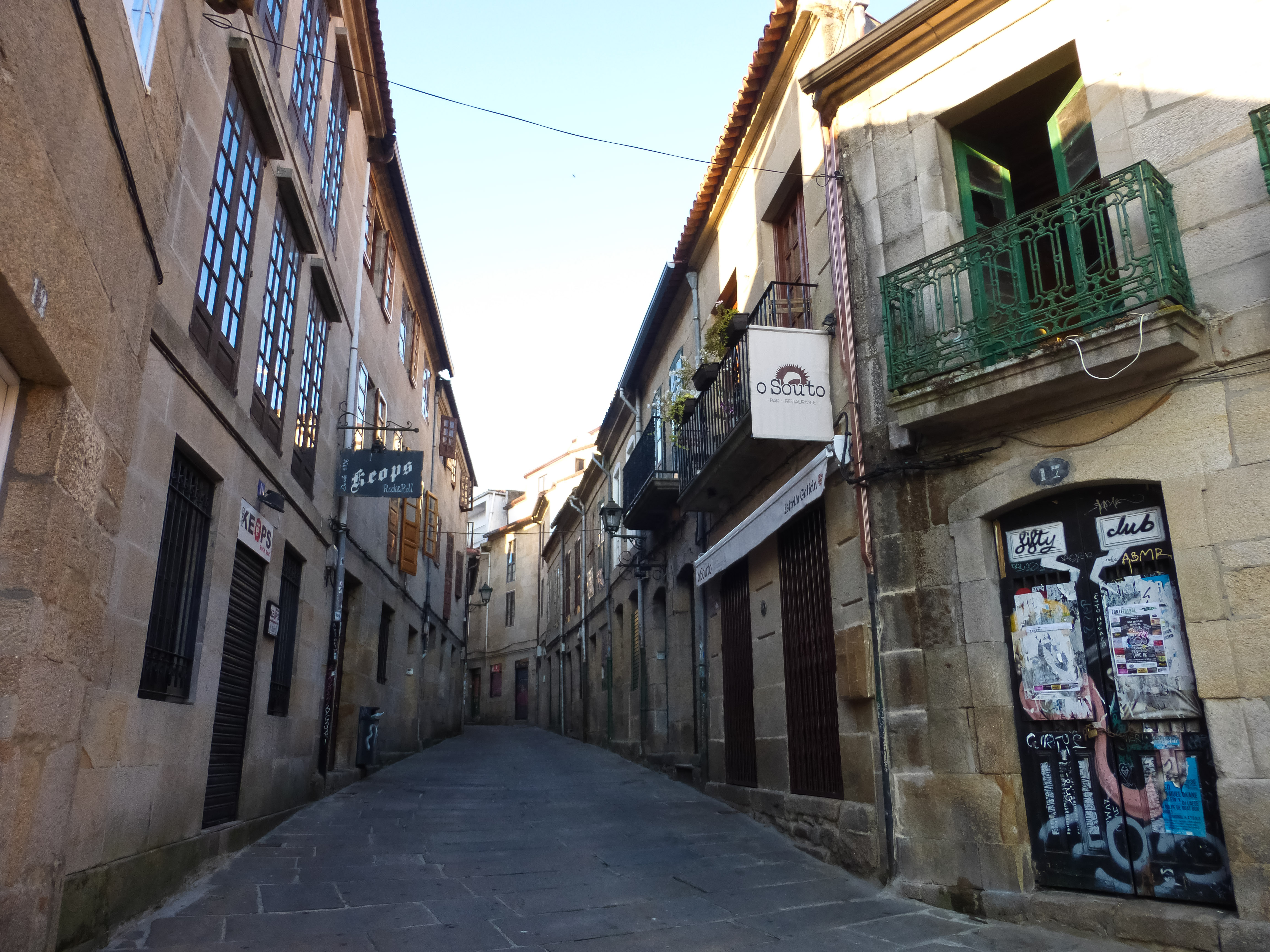
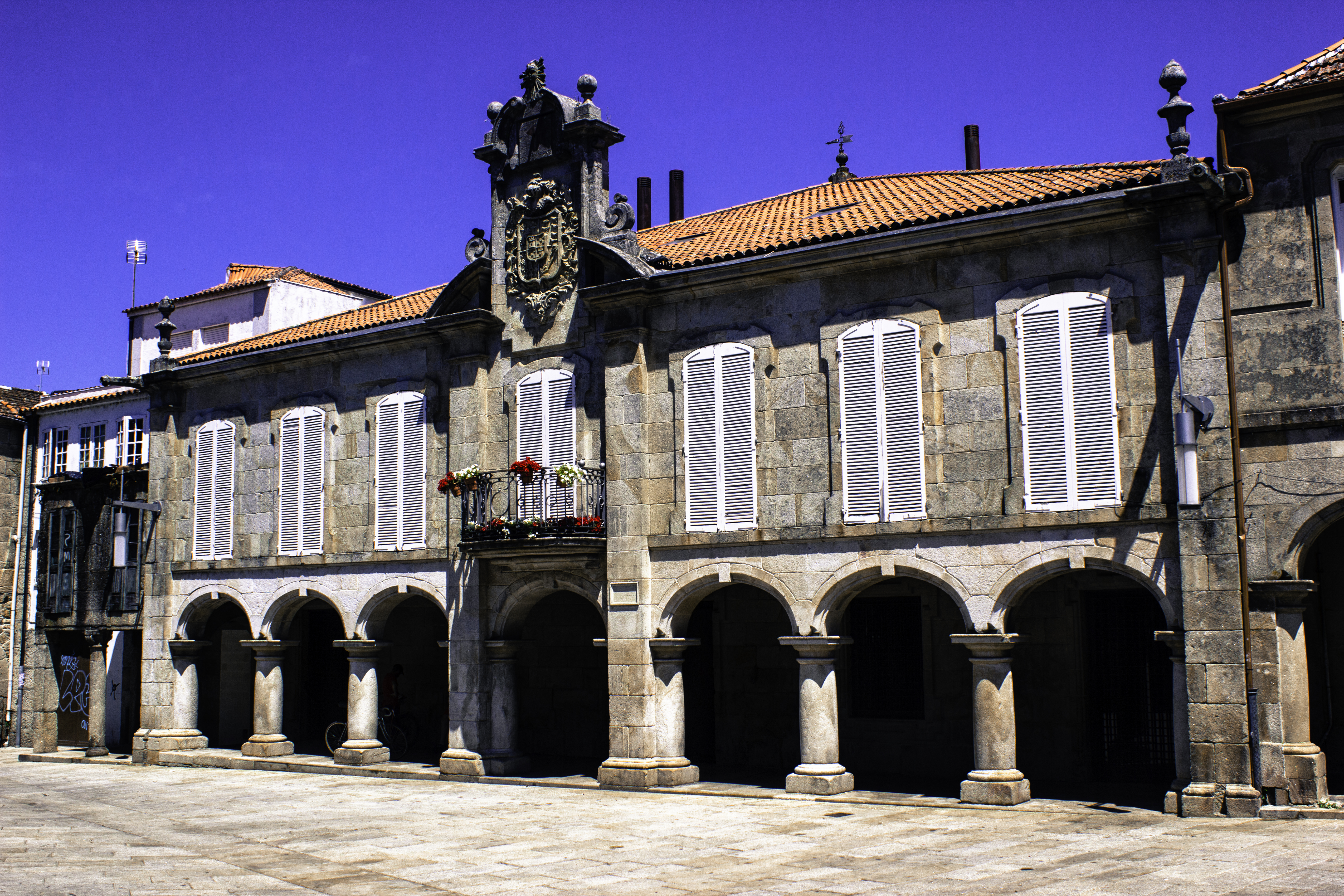
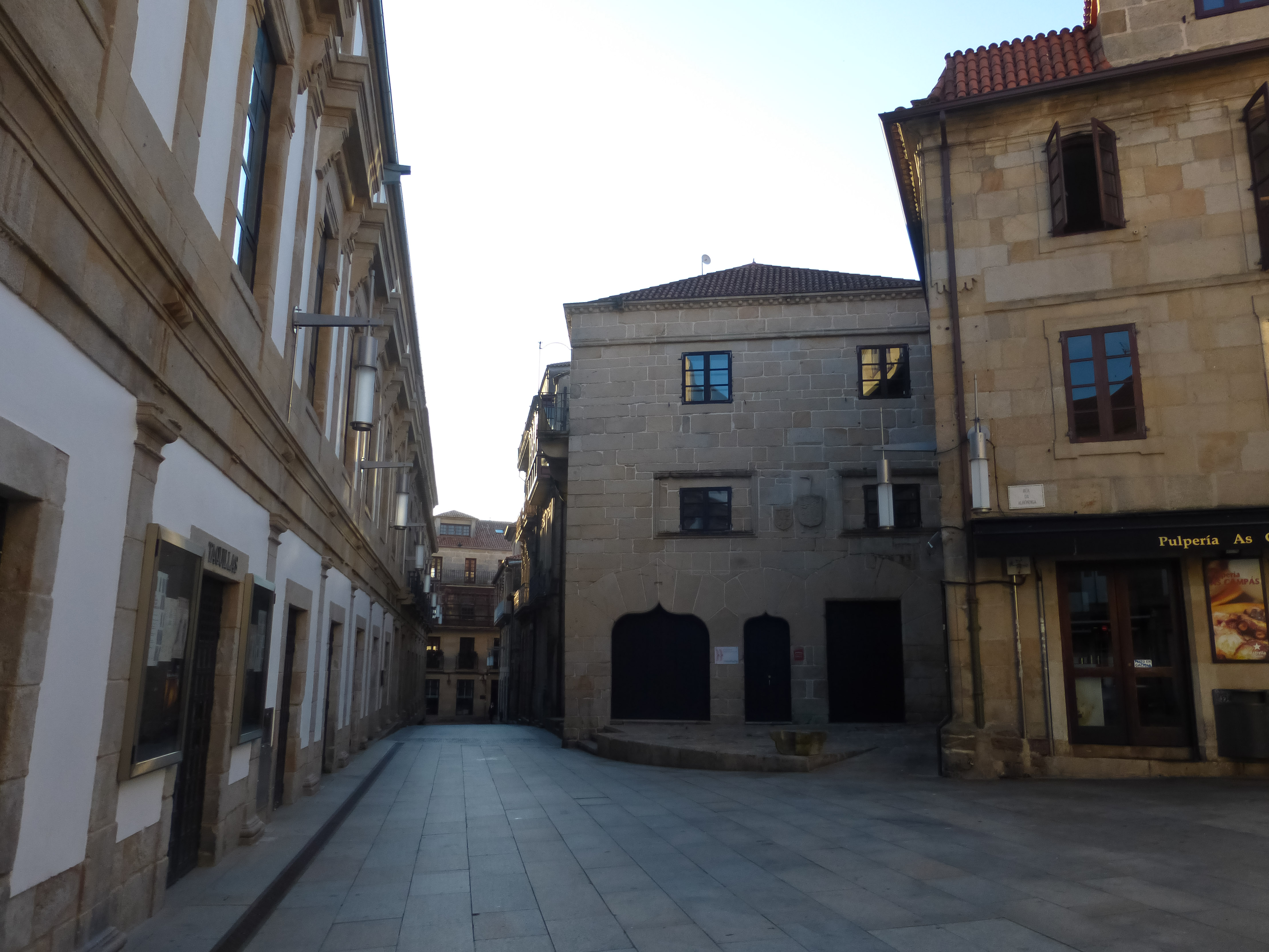
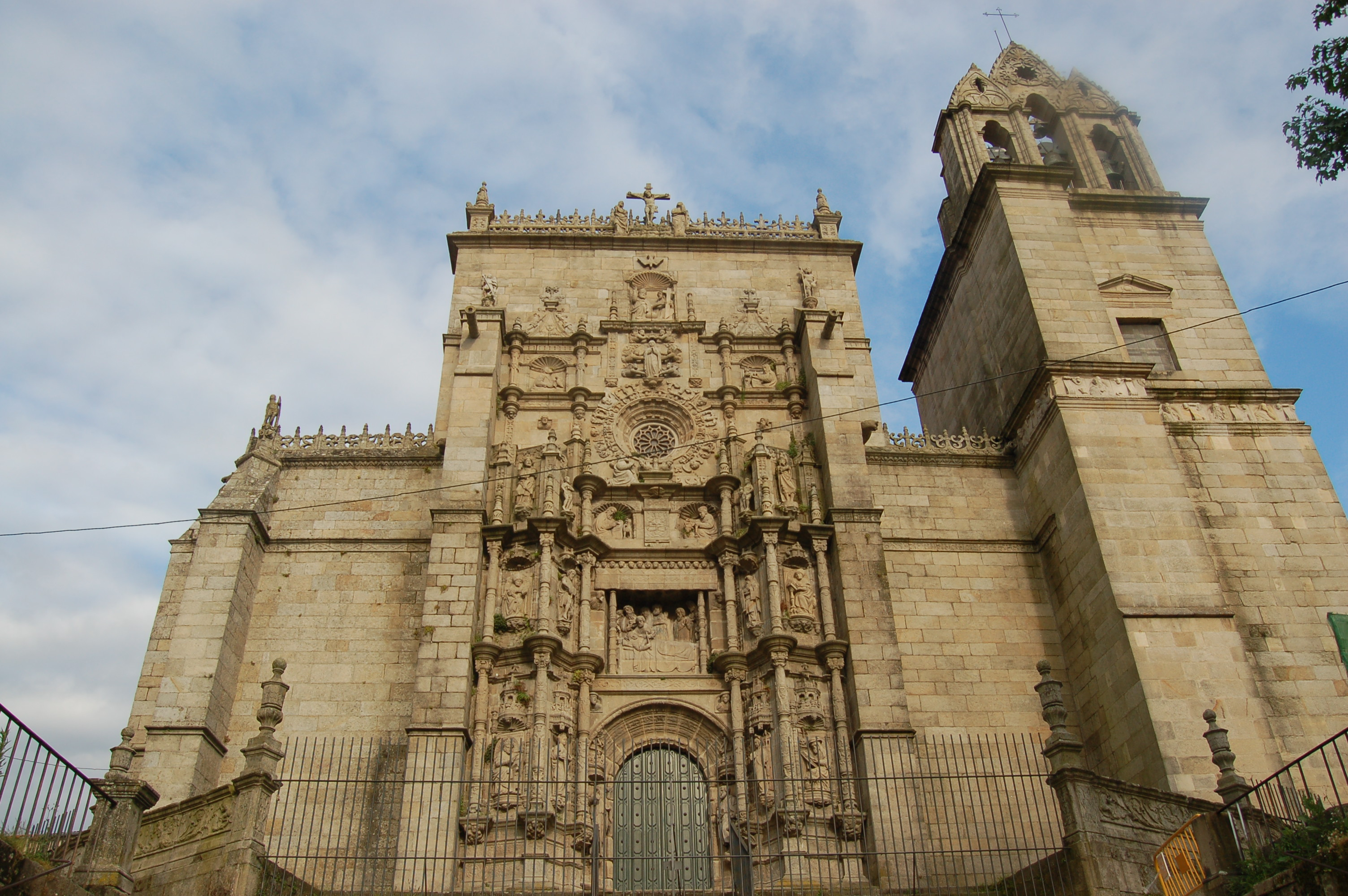
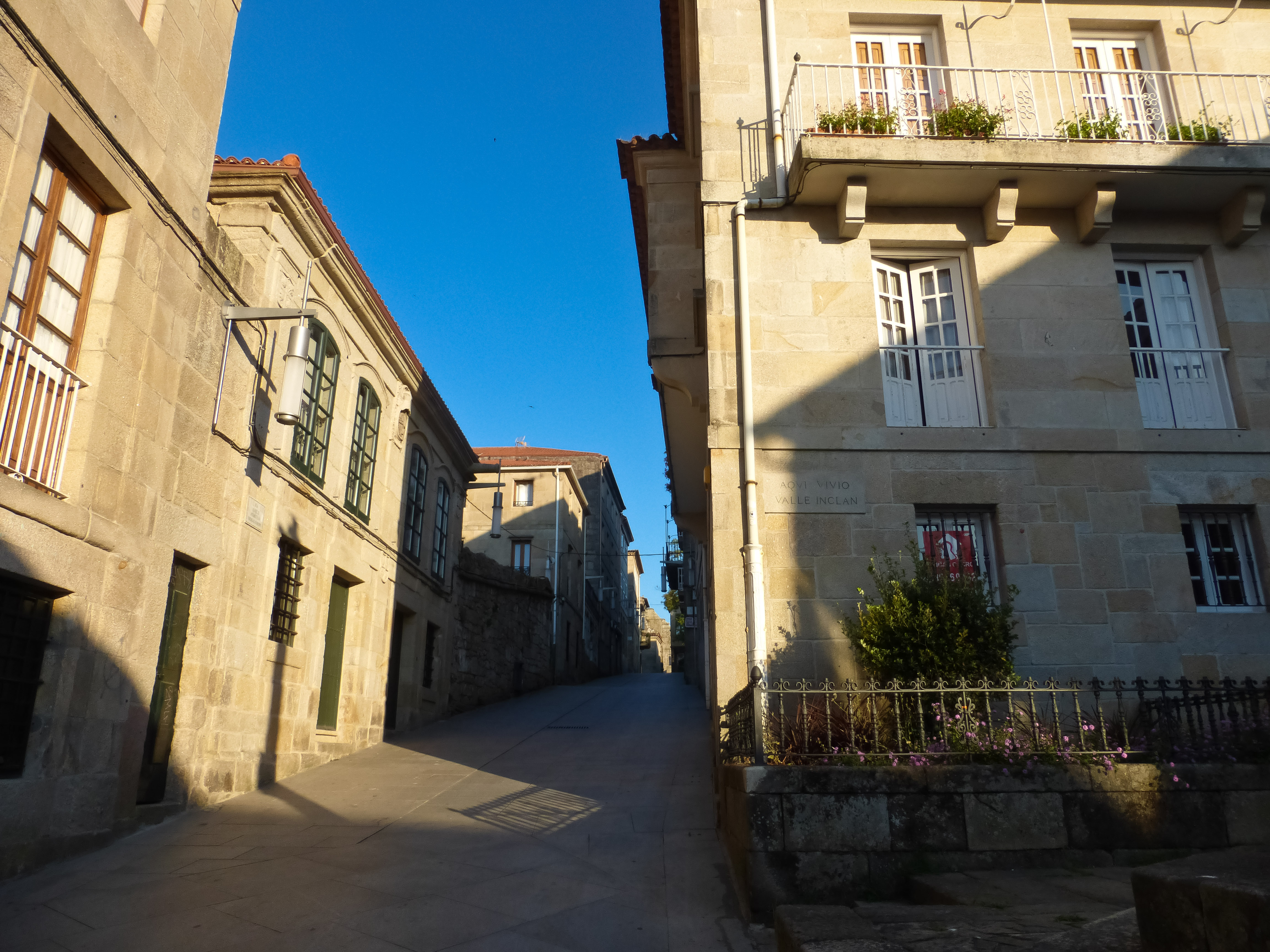
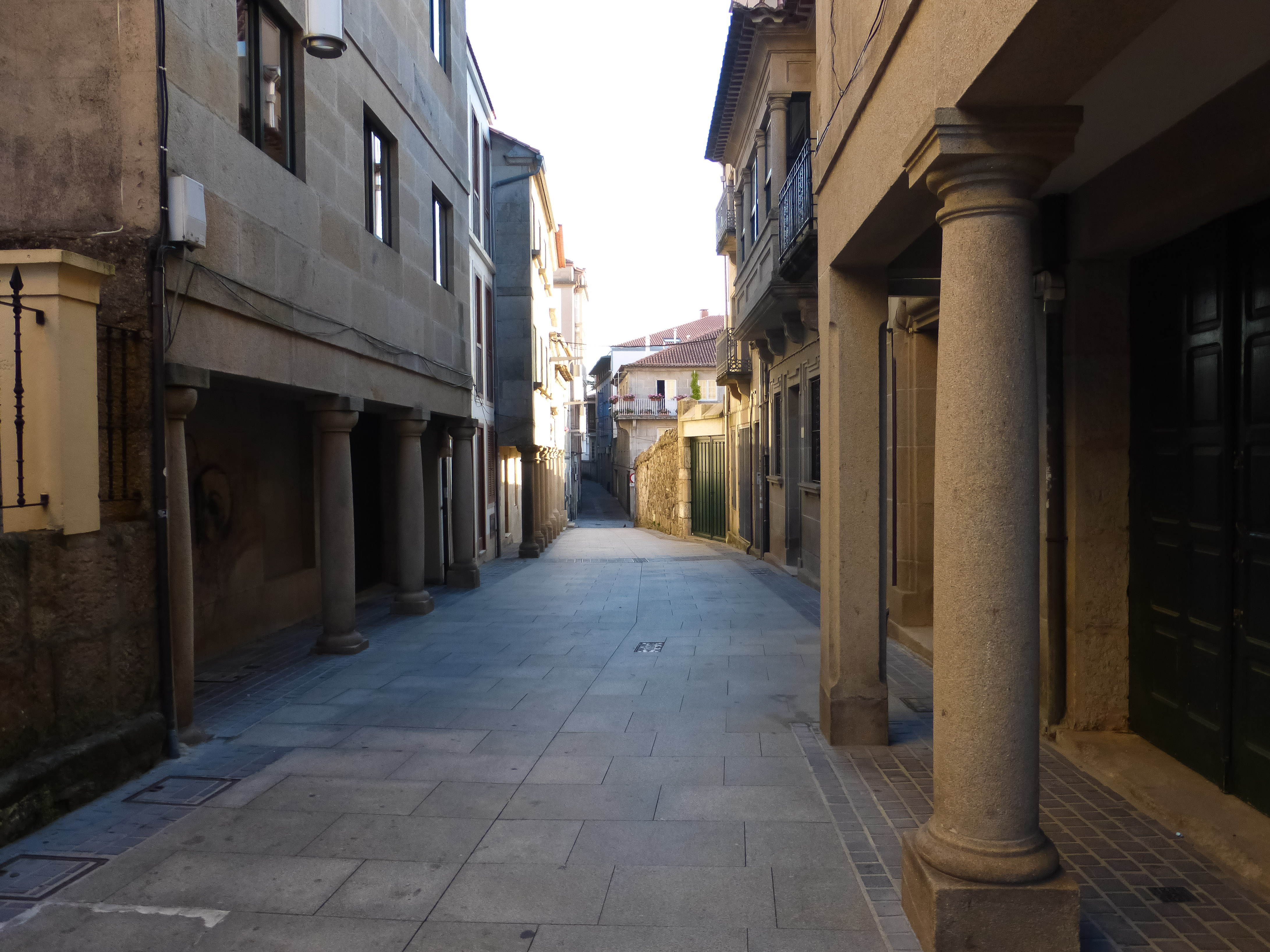
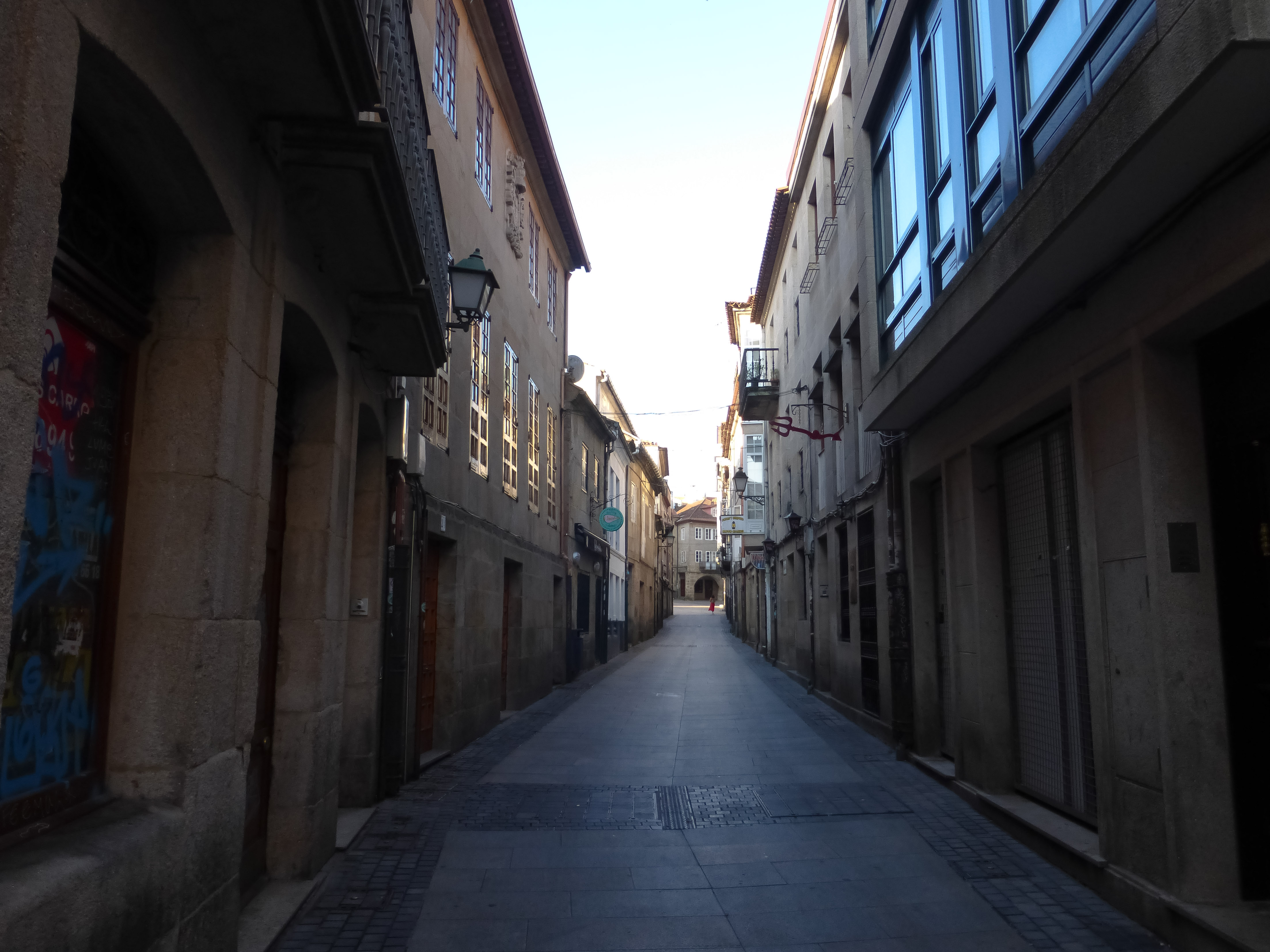
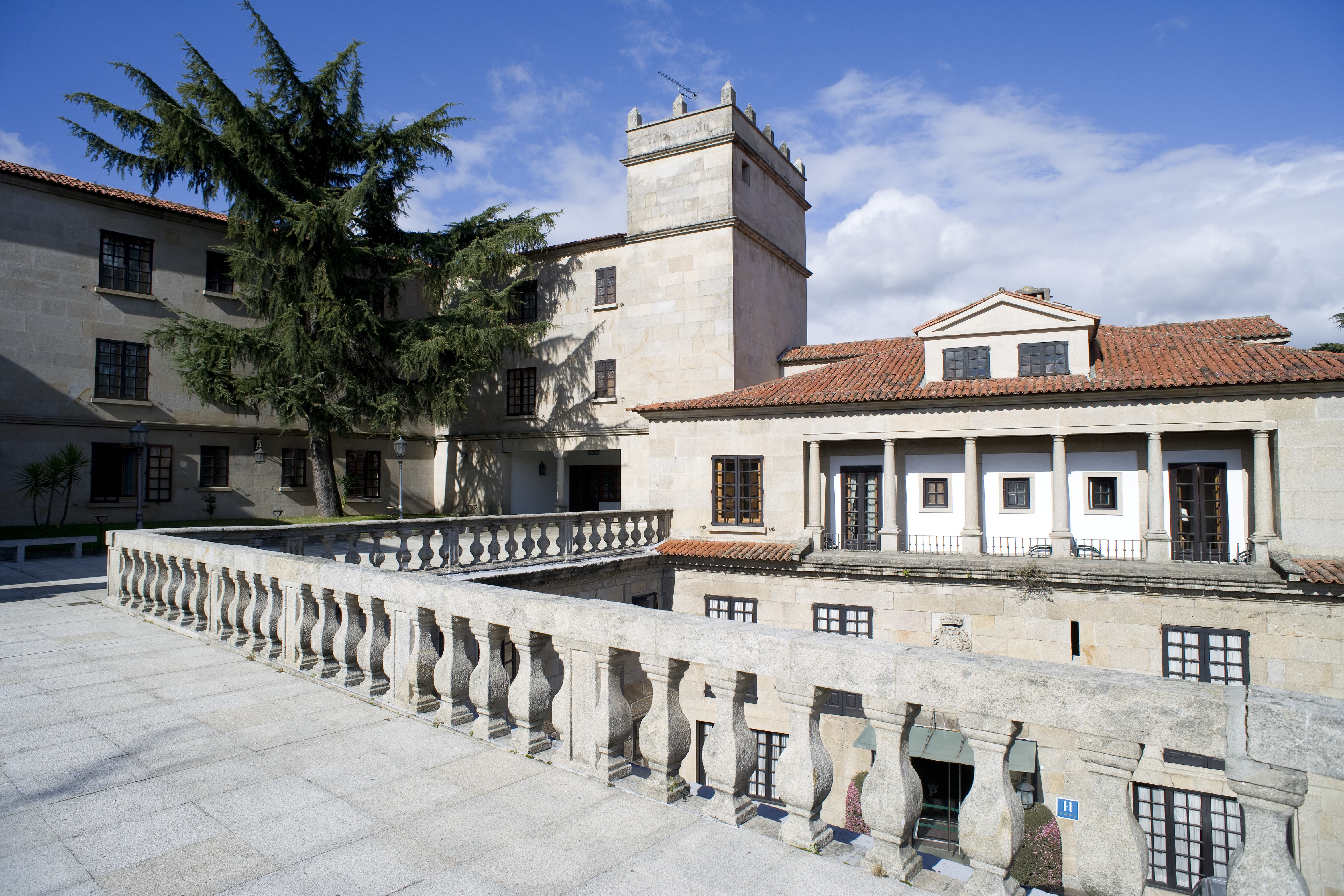
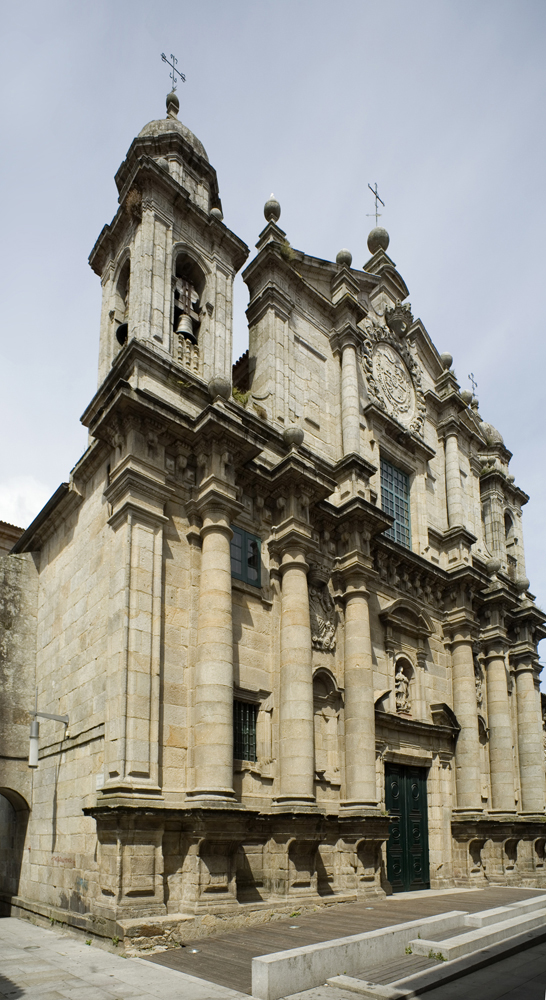
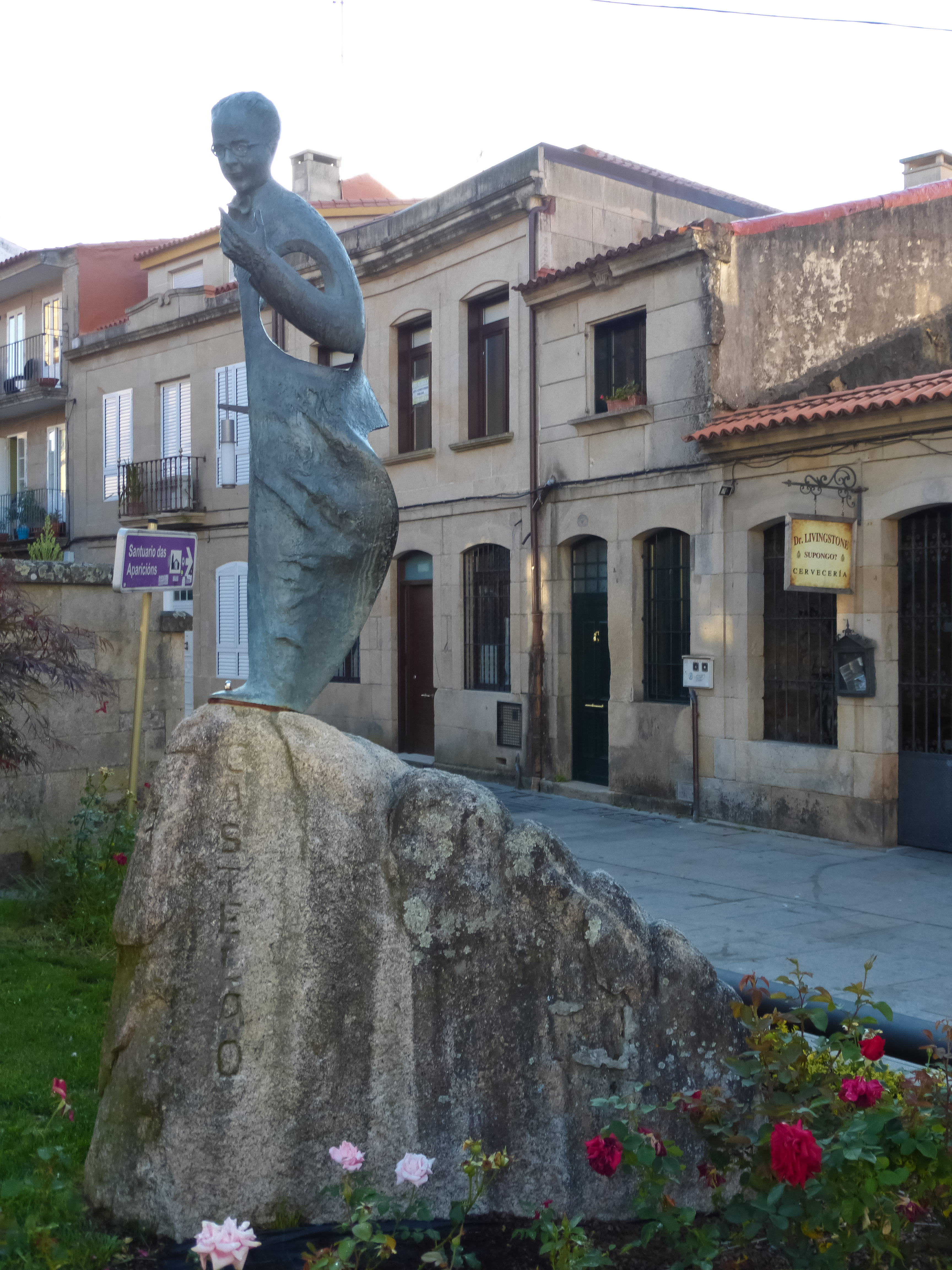
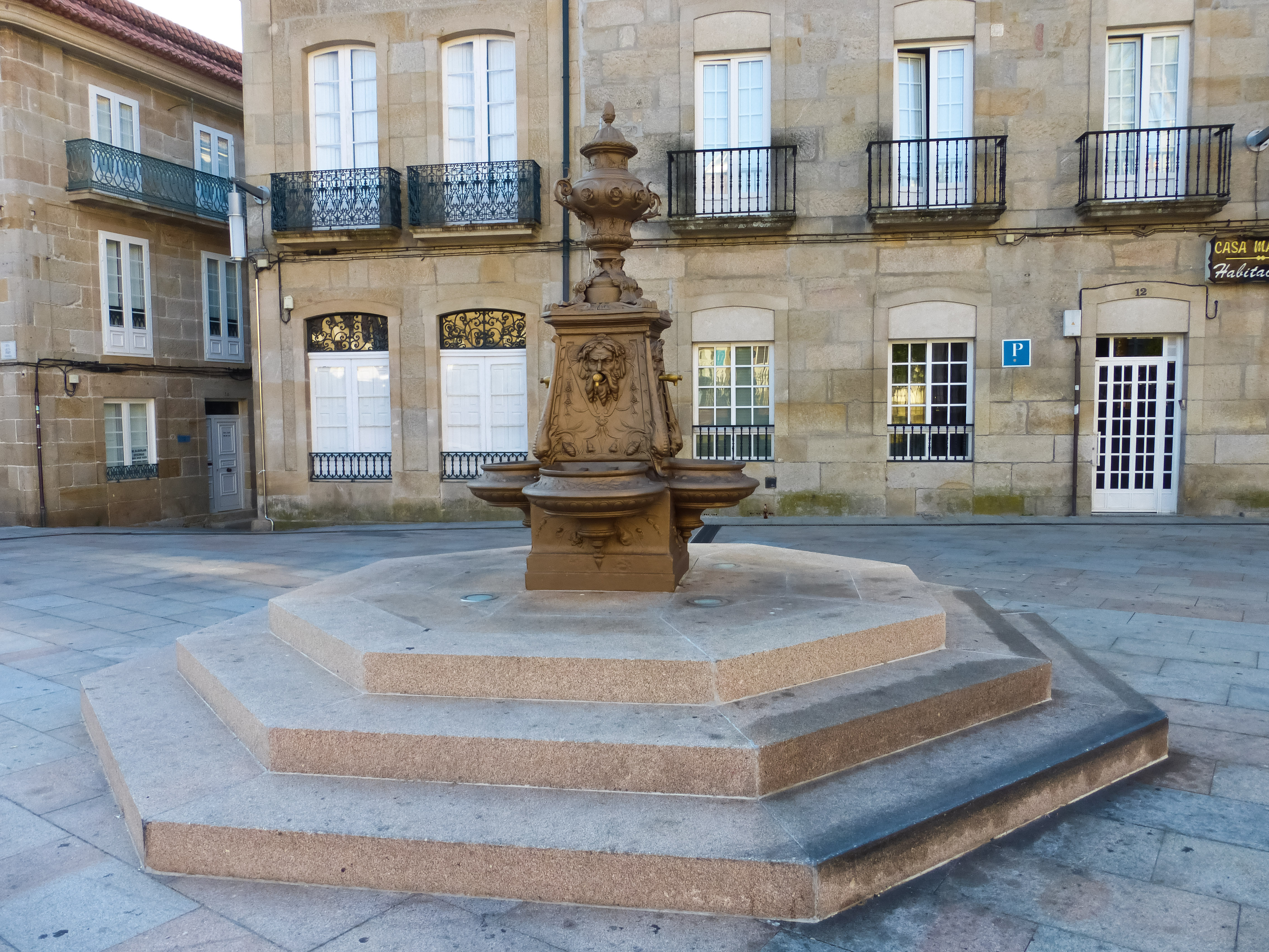
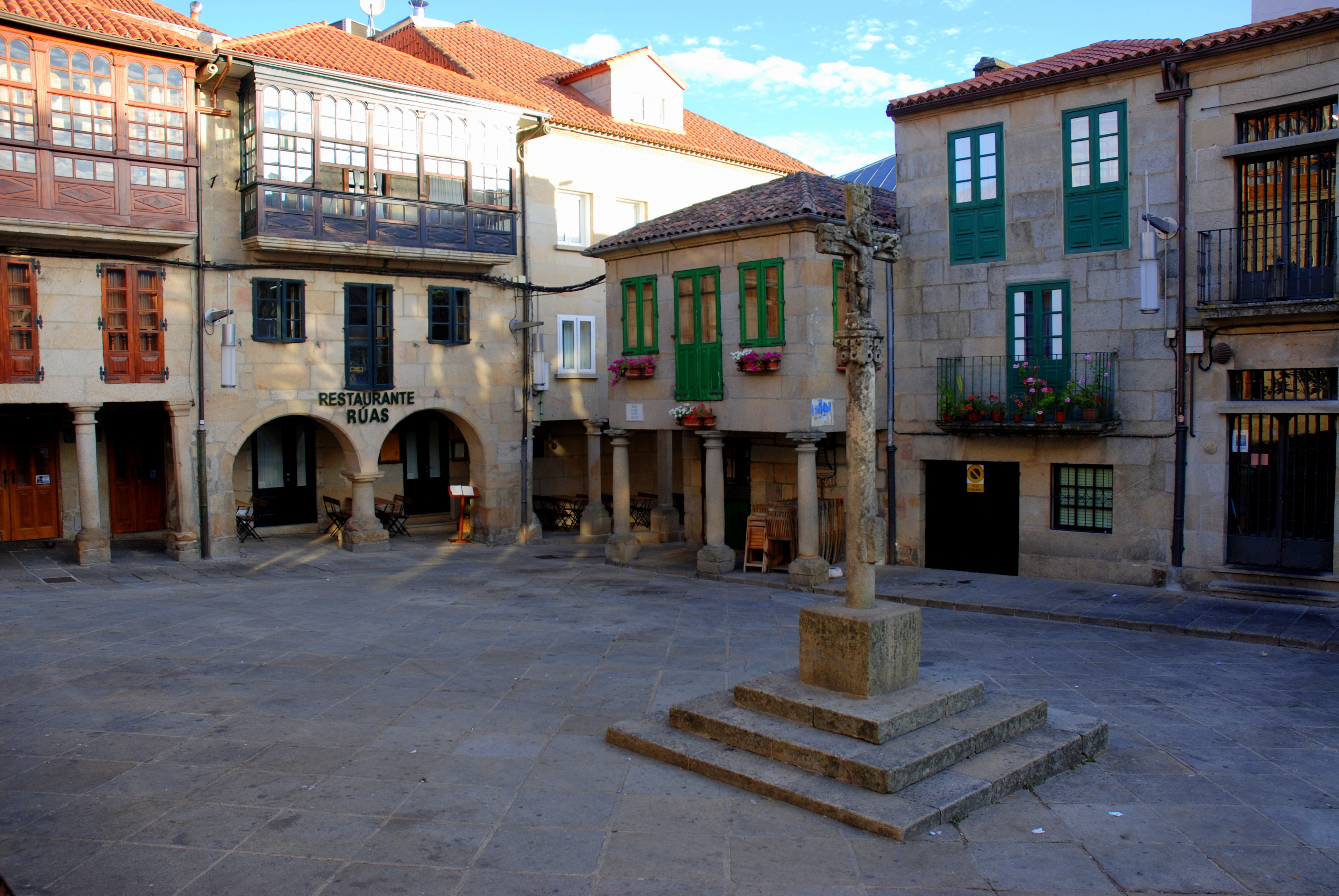
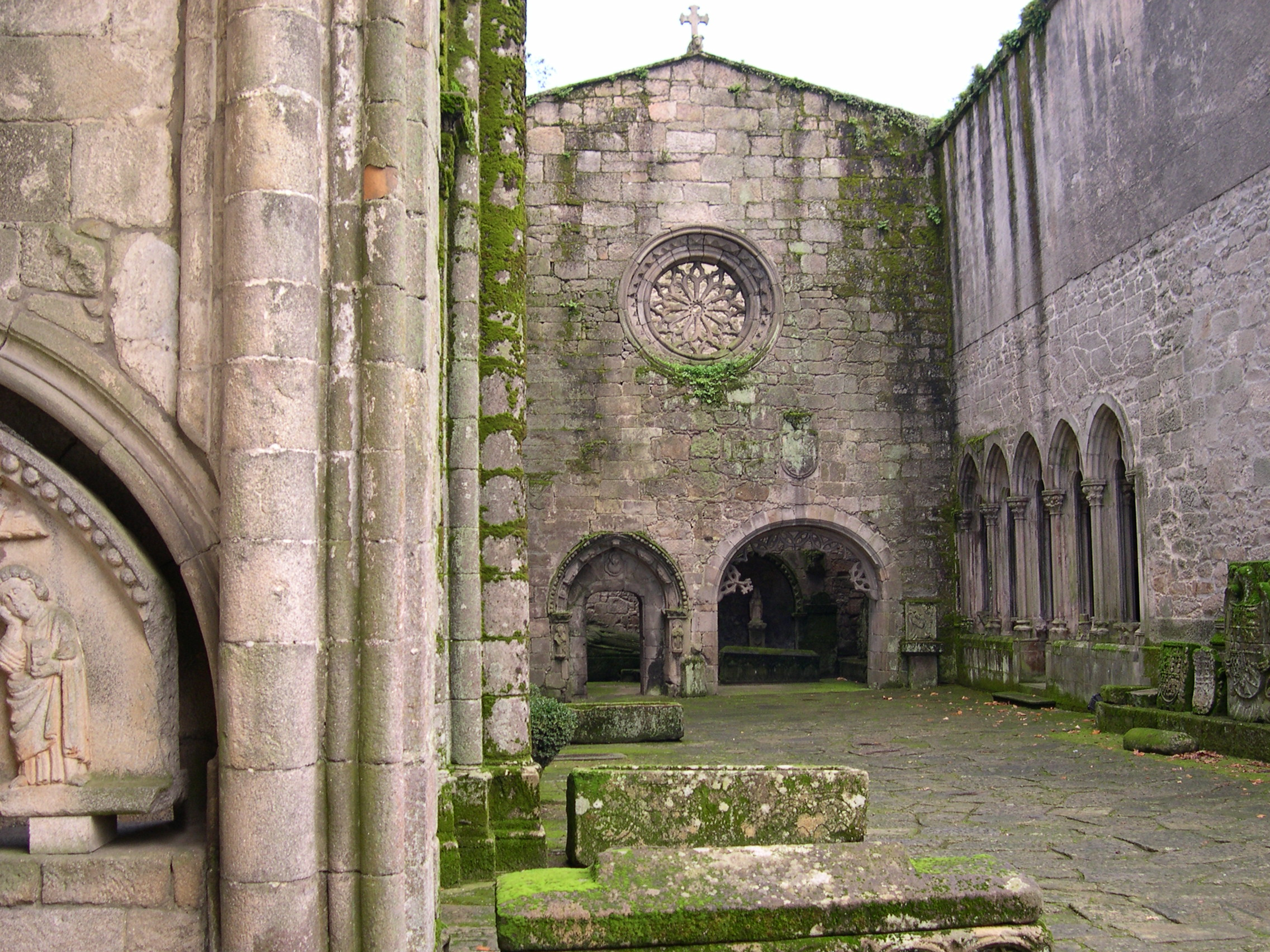
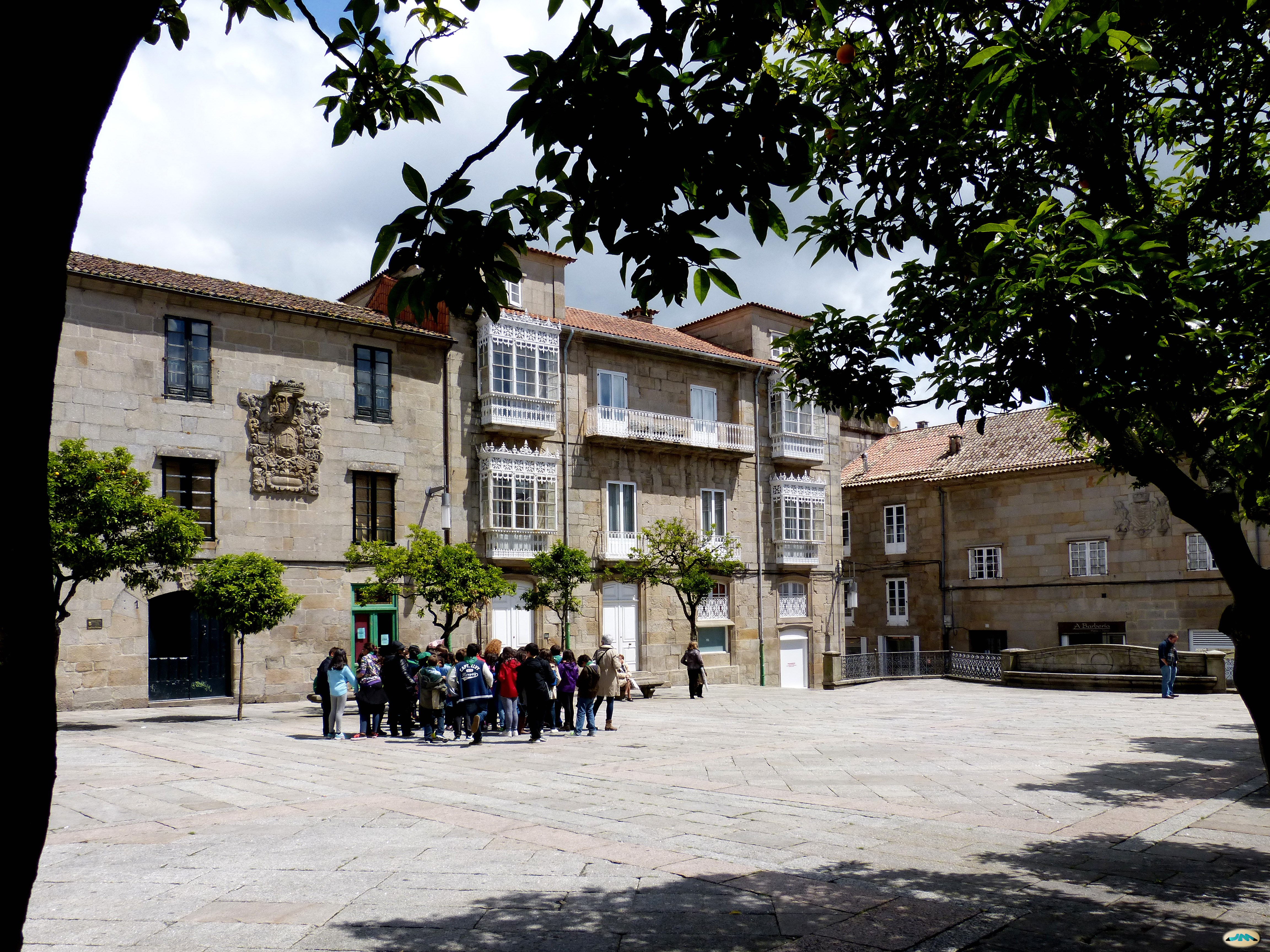
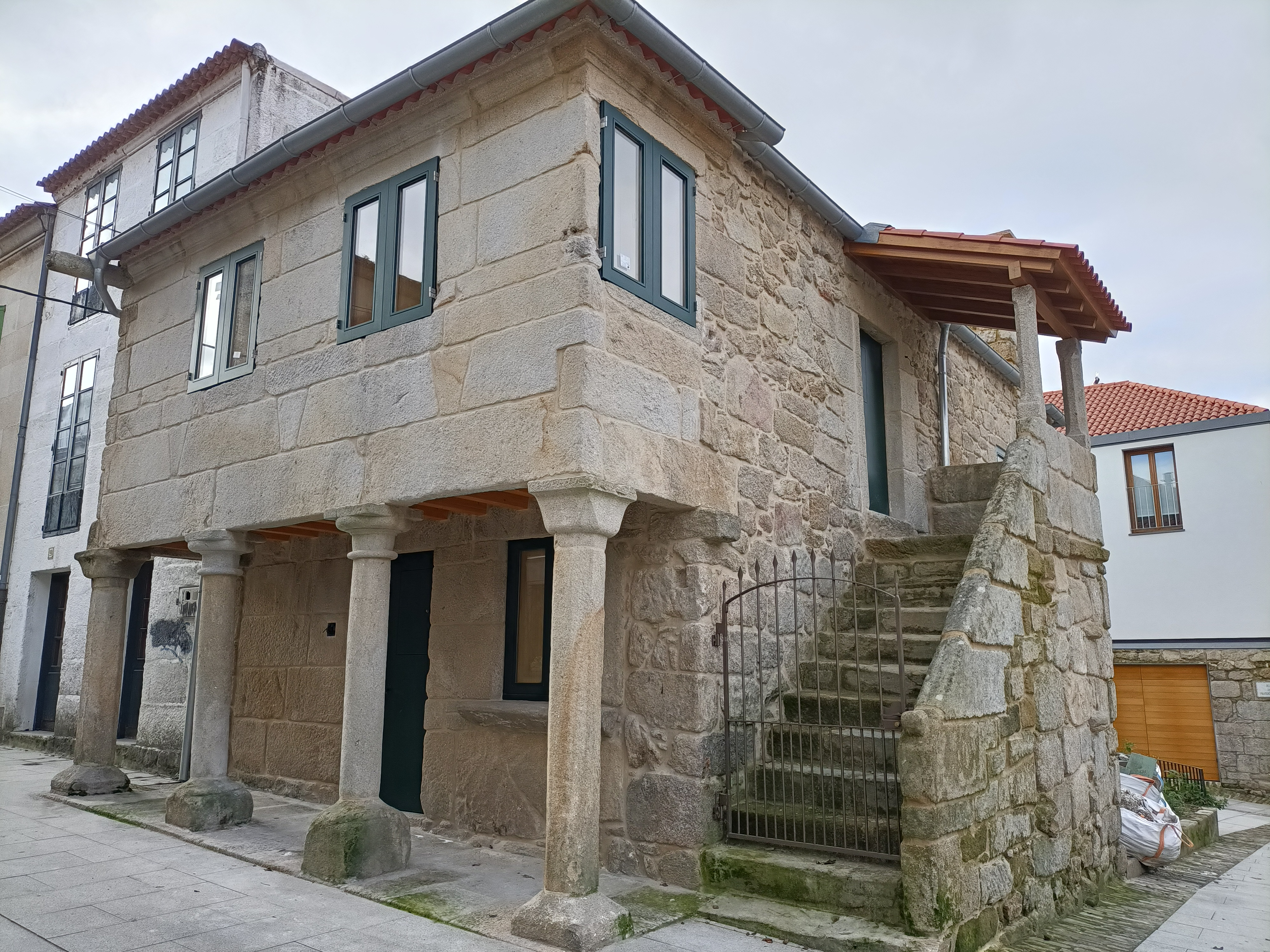

## Voir également